# Paradiplosis
Paradiplosis is een muggengeslacht uit de familie van de galmuggen (Cecidomyiidae).

## Soorten
- P. abietispectinatae (Tubeuf, 1930)
- P. obesa (Felt, 1907)
- P. tumifex Gagne, 1978